# 伊十五型潛艦

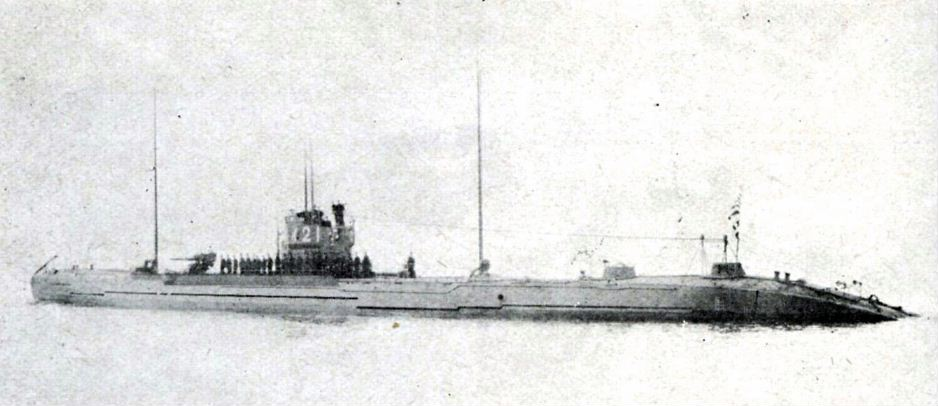
伊一五型潛水艦

伊一五型潛艇（西方稱為B1 Type）是大日本帝国海軍的潛艦型號。又名巡潛乙型。

## 概要
本艦級的潛艦於日本第三次及第四次海軍補充計劃時建造20艘。太平洋戰争時為數最多的大日本帝国海軍大型潛艦。除伊號第三六潛水艦外其餘皆於戰爭中沉沒。設計以巡潛甲型(伊九型潛艇)為基礎。日本潜艇所击沉的商船吨位中四成是该种艇创下。
創下日軍潛艇擊沉紀錄(11條船)的伊21，擊沈美国海軍黃蜂號航空母艦及奥布莱恩号驱逐舰并重创北卡罗莱纳号战列舰的伊19，以搭載機進行美國本土空襲的伊25皆屬此艦級。改良型為伊四零型潛艇與伊五四型潛艇。伊30、伊34、伊29分别进行了第一、三、四次遣德潜艇航行。

## 改装
1942年（昭和17年）5月伊27、伊28经改装装载甲標的微型潜艇准备进行攻击悉尼，因此拆掉了后部的14CM炮。
1944年（昭和19年）伊36、伊37拆掉了14cm砲装载了四条回天鱼雷。另外似乎这時在机库上部装了22号雷达、艦橋上装了雷达告警仪1台。1945年伊36还将前部航空设备撤去装了两条回天。似乎这时也装了13号雷达。

## 諸元
- 全長：108.70米
- 全幅：9.30米
- 排水量：水上2198噸、水中3654噸
- 最大速度：水上23.6kt、水中8kt
- 水中航續距離：178km(96海里)/3kt
- 水上航續距離：25900km(14000海里)/16kt
- 武装：53cm魚雷發射管艦首×6、14cm砲×1、25mm機銃×2、零式小型水上偵察機×1、魚雷×17

## 同型艦
- 伊號第一五潛艇
- 伊號第一七潛艇
- 伊號第一九潛艇
- 伊號第二一潛艇
- 伊號第二三潛艇
- 伊號第二五潛艇
- 伊號第二六潛艇
- 伊號第二七潛艇
- 伊號第二八潛艇
- 伊號第二九潛艇
- 伊號第三〇潛艇
- 伊號第三一潛艇
- 伊號第三二潛艇
- 伊號第三三潛艇
- 伊號第三四潛艇
- 伊號第三五潛艇
- 伊號第三六潛艇
- 伊號第三七潛艇
- 伊號第三八潛艇
- 伊號第三九潛艇